# Шашкевичіана
Шашкевичіана — термін, що має кілька значень:
1) журнал, періодичний орган кураторії Шашкевича Маркіяна інституту-заповідника у Вінніпезі. Виходив двічі на рік протягом 1963—1988 роки. Видано 43 випуски. Відповідальний редактор — М.Марунчак. Публікував оригінальні статті-дослідження, повідомлення, нотатки, спогади, хроніку, бібліографію з шашкевичезнавства. Передруковував унікальні матеріали шашкевичезнавців минулого — визначних діячів Церкви, учених, письменників. Вміщував епістолярії, поезію, рецензії на шашкевичезнавчі видання;
2) Збірник наукових праць, що є продовженням канадського видання, його новою серією. Видавці : Інститут українознавства імені І.Крип'якевича НАН України, Інститут-заповідник М.Шашкевича у Вінніпезі, Шашкевичівська комісія у Львові.
Вийшло 6 випусків у 3-х книгах, до яких увійшли наукові доповіді, виголошені на Шашкевичівських читаннях у Дрогобичі (1989), Львові (1991, 1997), Бродах (1994, 2000, 2004), Івано-Франківську (1996), Бережанах та Бучачі (1998), що розкривають невідомі, маловідомі або ж замовчувані сторінки діяльності «Руської трійці», М.Шашкевича та його послідовників на ниві національного відродження, релігійного та культурно-освітнього життя, творчі здобутки призабутих шашкевичезнавців минулого, традиції «Руської трійці» в духовному житті України. Опубліковано нововиявлені твори М.Шашкевича і присвячені йому сучасні поезії, рецензії на нові видання з шашкевичезнавства, хроніку шашкевичіани. Відповідальний редактор — М.Ільницький.
У збірнику друкуються підсумкові матеріали досліджень, проведених за останні роки в ділянці шашкевичезнавства на основі впровадження в науковий обіг нових джерел, недоступного раніше доробку української діаспори, досягнень світової науки. 
Книга розкриває невідомі, маловідомі або ж замовчувані в умовах тоталітарного режиму сторінки подвижницької діяльності "Руської Трійці", її провідника Маркіяна Шашкевича та його послідовників на ниві національного відродження, а також творчі здобутки призабутих шашкевичезнавців минулого. 